# Joan Almedilla
Joan Richelle Almedilla (19 de septiembre de 1973, Cebú), más conocida como Joan Almedilla. Es una actriz de teatro, compositora y cantante filipina que interpretó el personaje de 'Kim' en el musical de Broadway Srta. Saigon.

## Biografía y carrera
Almedilla nació el 19 de septiembre de 1973 hija de Agapito y Rosario, cuyas raíces son de Bohol y de Cebú en Filipinas.
Según en una entrevista realizada por AsianWeek el 1 de junio de 2000, Joan, decidió cantar, y no quería ser actriz. Pero a través por su pasión por la música ella interpretó el personaje tan codiciado como 'Kim', en la producción de Broadway de "Miss Saigon". El resto, se dice que fue un refrán de la historia filmica.
Almedilla llegó a los Estados Unidos en 1993 para seguir una educación universitaria. Poco se sabía de ella que su entrenamiento vocal formal y su experiencia en la realización anterior, mientras que en Filipinas llevaría el camino hacia al estrellato.
Cuando era niña, Joan ha disfrutado compitiendo en concursos de talentos en Filipinas.
A diferencia de la mayoría de los actores de teatro que pasan años perfeccionando su oficio, nunca Almedilla había realizado un drama de instrucción formal, sin embargo, fue una de las más buscadas después de las demás actrices en el teatro. Con el tiempo obtuvo personaje de 'Fantine' en "Los miserables", considerado como una de las más largos en el mundo "musical" más populares.

## Vida personal
Almedilla está casada con el filipino que es un director de cine estadounidense Charles Uy, cuya película sobre 9 / 11, Yasin, es una entrada oficial en la categoría de cortometrajes del Festival Internacional de Berlín. Uy es conocido por su película que tanto se concedió esperando ser uno de los galardonados por la Academia de las Artes y las Ciencias, de Directors Guild of America

## Teatro
- Los miserables (como Fantine)
- Miss Saigon (como Kim)

## Cine
- Ramona
- La velocidad Walker

## Reproducciones
- Que Platon
- PeregriNasyon
- Hacer temas
- Vidente de Saigón

## Grabaciones
- Etapa 3: True Colors (destacados del artista)
- Joan A. (Solista)

## Conciertos en solitario
- Jornadas de Mi Corazón
- Canciones en septiembre
- Simplemente Joan

## Premios
- Perlas Premios - Fundación de Filipinas, Ciudad de Cebú
- Certificado de Reconocimiento en el campo de las Artes Escénicas - Bohol Círculo del Este, EE. UU. (1998, 2000)
- Apolo Premios a la mejor de las noches de Apolo (1994)
- Campeón, Lo Mejor de Festival de Música Pop de Cebú (enero de 1993)
- La mayoría de Música Perfecto voz Estrella Mate (1989)
- Campeón Regional, Star Music Mate (Cebu City) (1989)